# Вечерний (Кривой Рог)
Вечерний (от Вечерний бульвар) — исторический район в Саксаганском районе города Кривой Рог Днепропетровской области, Украина.

## История
Заложен в конце 1970-х годов.

## Характеристика
Жилой микрорайон в Саксаганском районе, на левом берегу реки Саксагань.
Состоит из 9-этажных домов, площадь до 20 га.
На востоке граничит с 1-м Восточным микрорайоном.
Имеет развитую инфраструктуру, действуют два рынка, торговые центры, центр занятости, ветклиники, площадка для выгула собак, школы, библиотеки, рестораны, автосалоны, автомойки, автостоянка.
В состав входят улицы Ивана Авраменко (Корнейчука), Космонавтов, Павла Глазового (Балакина) и Вечерний бульвар.
На западе района расположена станция «Вечерний бульвар» Криворожского скоростного трамвая.